# Fabienne Glowacz
 (avril 2022).
Fabienne Glowacz est docteure en psychologie et en psychologie clinique et elle est également professeure à la Faculté de psychologie, logopédie et sciences de l'éducation de l'Université de Liège. Elle coordonne le service de psychologie clinique de la délinquance et l'unité de recherche Adaptation, Résilience et changement (ARCh). Elle est également psychothérapeute et experte judiciaire auprès des tribunaux,. Elle est auteure d'un nombre important de publications et communications.

## Biographie
Sa carrière scientifique a débuté debut des années 1990 en sciences sociales avec une étude sur l'inceste et les abus sexuels. Durant la pandémie du coronavirus, elle a effectué des études évaluant l'impact de la crise sur la santé mentale de la population. Pour elle, il est clair que les jeunes adultes sont fortement affectés par la crise; souffrent d'anxiété, de symptômes dépressifs, d'envies suicidaires, de pertes d'espoir et de troubles alimentaires,,,,.